# Скотников, Всеволод Антонович
Все́волод Анто́нович Ско́тников (род. 28 сентября 2001, Казань) — российский хоккеист, вратарь.

## Карьера
Начал заниматься хоккеем в родном городе Казань. В первой спортивной школе «Ак Буре» стал основным голкипером. Уже через год Всеволода пригласили в школу «Ак Барса», в составе которой, молодой хоккеист стал выступать на уровне Первенства Поволжья. Игра за ЦСКА был мечтой Скотникова, и она сбылась, когда армейская команда согласовала со школой «Ак Барса» все условия трансфера. Но в первый же год Всеволод получил очень серьёзную травму. В одном из матчей сильнейший щелчок разломал маску, осколки которой прошли в миллиметрах от глаза. Несколько месяцев 14-летний, на тот момент, вратарь провёл в больнице, и полноценно заиграл только со следующего сезона. Постепенно Скотников завоевал место основного вратаря в ДЮСШ ЦСКА, а в выпускной год его плавно начали подпускать к выступлениям на уровне МХЛ. Дебют на профессиональном уровне, за «Красную Армию» произошёл 19 октября 2017 года, в матче против столичных «Крыльев Советов». В той игре Всеволод вышел на лёд в концовке встречи и провёл на площадке 3 минуты и 20 секунд, при этом не пропустив. Последующие сезоны Всеволод Скотников являлся стабильным вратарём молодёжной команды армейцев, а в сезоне 2019/2020, вратарь начал привлекаться к играм в Высшей хоккейной лиге за «Звезду». Также тренерский штаб Игоря Никитина несколько раз заявлял Скотникова на матчи КХЛ, но на лёд игрок не выходил.
Дебют в КХЛ состоялся 12 сентября 2020 года, в гостевом матче армейцев против хабаровского «Амура». В этой игре Всеволод Скотников провёл все 60 минут на площадке, а ЦСКА победил со счётом 5:1.
23 декабря 2024 года был обменян в «Адмирал».
2 июля 2025 года был обменян в «Северсталь».

## Карьера в сборной
Скотников прошёл всю вертикаль национальных команд. Одним из главных моментов его международной карьеры является юниорский чемпионат мира 2019 года, который прошёл с 18 по 28 апреля 2019 года в шведских городах Эрншёльдсвик и Умео. Всеволод начинал турнир матчем против сборной Словакии на групповом турнире, который юниорская сборная России уверенно выиграла 6:3. Затем Скотников вышел на один период в заключительной игре предварительного раунда против американцев. Тот турнир получился успешным для юниорской сборной, выигравшей серебряные медали.

## Достижения
- Серебряный призёр юниорского чемпионата мира — 2019